# Нильсен, Вильде
Вильде Нильсен (норв. Vilde Nilsen; род. 12 января 2001 года, Тромсё, Норвегия) — норвежская спортсменка-паралимпийка, соревнующаяся в лыжных гонках. Серебряная призёрка зимних Паралимпийских игр 2018 года в Пхёнчхане и зимних Паралимпийских игр 2022 года в Пекине.

## Биография
На зимних Паралимпийских игр 2018 года в Пхёнчхане 17-летняя Нильсен завоевала серебряную медаль (с результатом 5:14.2 в финале) в спринте среди спортсменов, соревнующихся стоя, с отставанием 3,1 секунды от россиянки Анны Милениной.
На зимних Паралимпийских игр 2022 года в Пекине Вильде Нильсен 9 марта снова стала второй (результат в финале 4:08.1) в спринте стоя, уступив канадской лыжнице Натали Уилки 3 секунды.